# Proceratium convexiceps
Proceratium convexiceps is een mierensoort uit de onderfamilie van de Proceratiinae. De wetenschappelijke naam van de soort is voor het eerst geldig gepubliceerd in 1957 door Borgmeier.